# Вакуумна шина

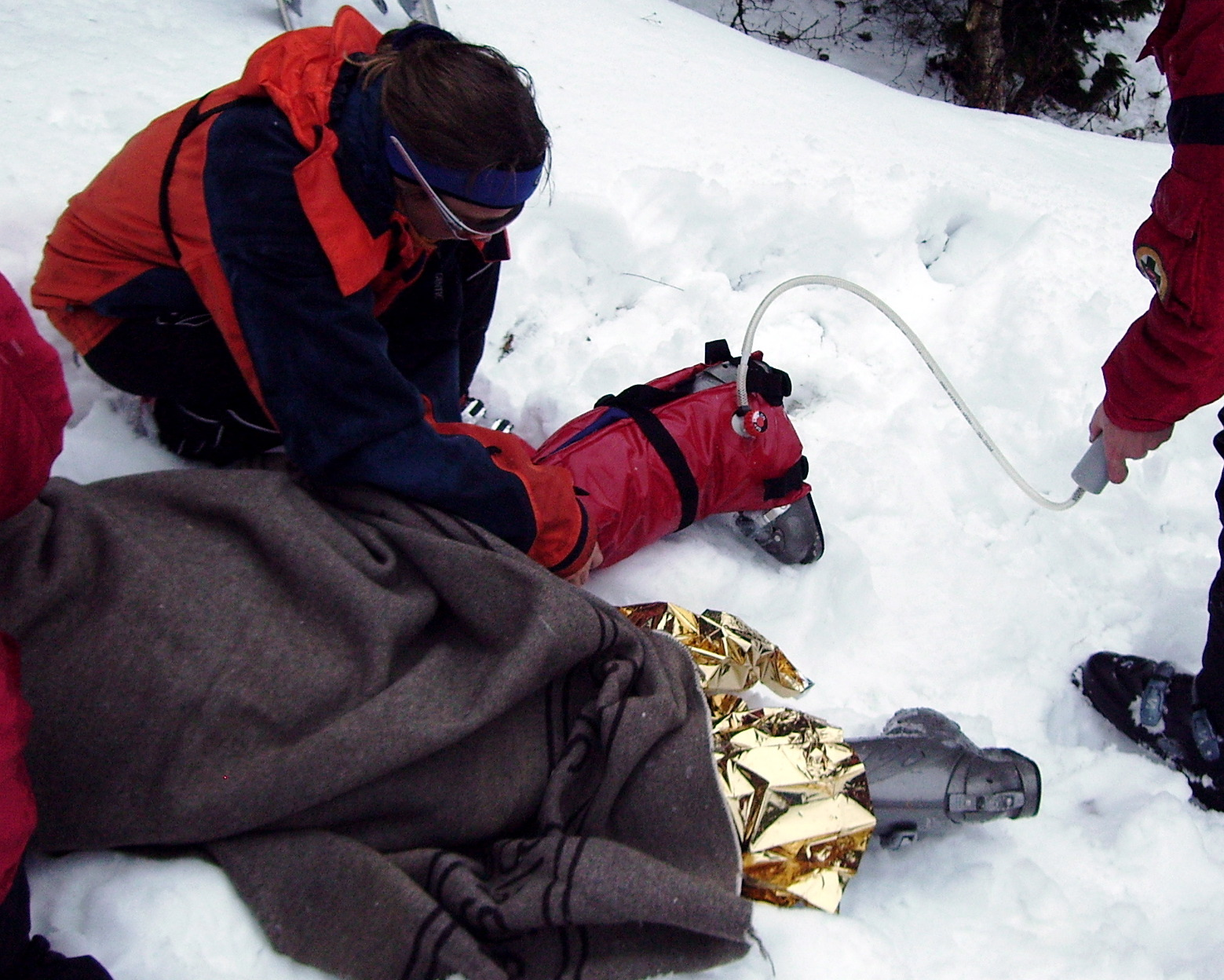
Вакуумна шина, що накладається на ногу постраждалого лижника

Вакуумна шина — це пристрій на зразок маленького вакуумного матраца, який використовується в екстреній медицині як тимчасова шина.

## Види
Виділяють:
- Вакуумні шини
- Вакуумні матраци

Принципи використання однакові, лише шина загалом, призначена тільки для певної ділянки тіла.

## Будова
Виготовляють з еластичного пластику, набагато товстішого і міцнішого ніж пневмошини.
Загалом, прямокутної форми, різних розмірів, двостінкові, внутрішнє середовище заповнене специфічними пластиковими "кульками", є один або кілька клапанів (металічні), помпа зворотної тяги, липкі стрічки або ремені. Сумка для перенесення комплекту.

## Принцип роботи
Вакуумні шини використовують принцип вакууму. З допомогою спеціальної помпи (із зворотною тягою) випомповують більшу частку повітря з внутрішньої камери вакуумної шини, що дозволяє тисячам (полістиролових) кульок у шині формуватися навколо пошкодженої частини тіла, подібно до ортопедичного гіпсу. Спеціальні клапани не дозволяють не контрольовано проникнути повітрю у внутрішню камеру. Створюється міцний рівномірно стискальний "екзоскелет". При відкритті клапана вакуумної шини повітря поступово наповнює внутрішню камеру і кульки перестають тримати надану форму.

## Застосування
Вакуумні шини здебільшого використовують парамедики (фельдшери) для іммобілізації (шинування), що пов'язано з травматичними ушкодженнями, вивих суглобів, підвивих та переломи кінцівок, як медичну «люльку» при ушкодженнях хребта за відсутності твердих носилок.

## Переваги
Переваги вакуумної шини включають здатність надавати зовнішню опору, одночасно знімаючи тиск у місці пошкодження, можливість приймати необхідну форму. Травмована кінцівка також може бути обстежена рентгенологічно з шиною (тобто не треба знімати шину перед обстеженням).